# 실버위크
실버위크(일본어: シルバーウィーク 시루바위쿠[*], 영어: Silver Week, SW)는 일본에서 가을 동안 휴일이 많은 기간이다.

## 분류
실버위크의 정의는 다음과 같다.
- 1950년대 영화계에 의해 제창된, 문화의 날을 중심으로 한 기간을 가리키는 선전 용어
- 9월 (또는 10월 말 ~ 11월)에 공휴일이 많은 대형 연휴의 통칭
  - 2009년에 처음 발생한 9월 대형 연휴
  - 2007년에 당시 여당에서 검토된 현재 공휴일 날짜를 옮겨 10월 말에서 11월 초에 구상된 대형 연휴

## 같이 보기
- 일본의 공휴일